# Aeschynanthus mannii
Aeschynanthus mannii là một loài thực vật có hoa trong họ Tai voi. Loài này được Kurz ex C.B.Clarke mô tả khoa học đầu tiên năm 1883.